# Mirek Elpl
Mirek Elpl, vlastním jménem Eduard Elpl (16. listopadu 1905 Líšeň – 7. února 1960 Brno), byl moravský spisovatel a básník, povoláním báňský inženýr.

## Život
Narodil se v rodině Eduarda Elpla (1871–1959), učitele v Líšni a spisovatele, a jeho manželky Marie, rozené Štěpánkové (1882–1947). Měl sestru Marii Pelikánovou (1902–1968).
V roce 1923 maturoval na reálce v Brně, poté absolvoval Vysokou školu báňskou v Příbrami, studia úspěšně dokončil v roce 1931. V době krize nemohl najít ve svém oboru zaměstnání, proto v letech 1932–1938 pracoval jako úředník záložny.
Jako báňský inženýr se uplatnil od roku 1938 v rosicko–oslavanském revíru. V době německé okupace pracoval na dole Kukla, včetně období, kdy zde byl židovský tábor (a v něm umístěna i jeho manželka Anna). V listopadu 1944 byl Mirek Elpl zatčen a vězně nejprve v Kounicových kolejích, poté v koncentračním táboře Klettendorf (dnes Wroclaw – Klecina). Tábor byl počátkem roku 1945 rozpuštěn před blížící se Rudou armádou a Elpl se pěšky dostal do Ivančic. Tam byl léčen v místní nemocnici a před dalším transportem ho zachránil lékař, který ho odeslal do sanatoria s nálezem TBC. V sanatoriu se dočkal konce války. V letech 1945–1953 byl ředitelem dolu Julius a poté pracoval na ředitelství Rosických uhelných dolů. 
Byl členem Moravského kola spisovatelů (1935–1948). Za nejznámější díla Mirka Elpla jsou považovány romány Marco Polo o středověkém cestovateli a Důl U veselého rytířstva ze středověké Příbrami.
Spolu se svou ženou je pochován na brněnském Ústředním hřbitově (odd. H5, hrob 392).

### Rodinný život
Dne 29. prosince 1932 se v Praze oženil s Annou Rosenzweigovou (1909–2001). Manželka byla Židovka, v letech 1943–1945 pracovala v kuchyni židovského tábora při dolu Kukla v Oslavanech. Mirek Elpl pracoval na tomto dole jako báňský inženýr. V srpnu 1944 byla Anna Elplová přemístěna do pražského Hagiboru a odsud v únoru 1945 do Terezína. 
Anna Elplová byla jediná přeživší ze své rodiny – otec Hugo Rosenzweig (1880–1942), matka Hedvika (1879–1942) a bratr Emil (1914–1942, JUDr.), byli zavražděni v průběhu holocaustu.

### Posmrtná pocta
Po Mirkovi Elplovi a jeho otci Eduardu Elplovi byla pojmenována ulice Elplova v Líšni.

## Dílo
- Domova hlas (Staré Podlesí, Edice Druza, 1928)
- Bílý statek (verše; Příbram, Antonín Pelz; 1929)
- Jinovatka (verše; Příbram, A. Pelz, 1929)
- Vlak v mlze (verše; Brno, Arnošt Píša, 1932)
- Stín (kniha epiky; Brno, A. Černovský, 1934)
- Města na pobřeží (Brno, Družstvo Moravského kola spisovatelů (MKS), 1935)
- Vteřina (Sedm básní; Brno, Družstvo MKS, 1936
- Hrdinské bolesti (dvě italské tragédie, rozhlasové hry, autoři Mirek Elpl a Rajmund Habřina; Brno, MKS, 1937)
- Marco Polo – člověk a doba (úvod Arne Novák]; Praha, Melantrich 1937; Brno, Družstvo MKS,1944; Brno, Blok 1975 (ilustrace Petr Dillinger)
- Vteřina (verše; Brno, Družstvo MKS, 1937)
- Objevil jsem nebe (triptych o hvězdářích, obálka a grafická úprava František Bílkovský; Brno, MKS, 1938)
- Tři zlaté poháry (graficky vyzdobil Miloš Navrátil; Brno, MKS, 1940 a 1947)
- Důl u Veselého rytířstva (kronika ze starých časů; Moravská Ostrava, Praha, Josef Lukasík, 1943, Brno, Blok 1969)
- Don Quijote před kostelem (báseň; Brno, Družstvo MKS, 1944
- Česká rapsodie (M. Ostrava, Praha, J. Lukasík, 1945)
- Svítání (dřevoryt Miloš Navrátil; Ivančice, Miloš Navrátil, 1945)
- Jaro v Jevíčku (obálka, kresby a úprava Václav Mašek; Brno, Družstvo MKS, 1946)
- Příběh o věrné lásce Nala a Damajantí (dramatická báseň z Mahábháraty; Praha, ČDLJ, 1957)
- Hvězdy nehasnou v popelu (ilustrace Milan Zezula; Brno, Krajské nakladatelství, 1959)
- Černí andělé (havířské novely, doslov Jaromír Tomeček; Praha, Československý spisovatel, 1960
- Nevěsta pod kamenem (ilustrace Ferdyš Duša; Brno, Blok, 1973)

### Překlady
- Krev a zlato (básně Endre Adyho, přebásnil; Brno, MKS, 1935)